# 西哈努克省
西哈努克省（高棉語發音：[kʰaet prĕəh səj.hɑː.nuʔ]），是柬埔寨的一個省級行政區。瀕臨泰國灣。首府西哈努克市為全國最大的深水港口。
西哈努克省得名於其首府西哈努克市，而西哈努克市是以前國王诺罗敦·西哈努克的名字命名的。西哈努克國王細心規劃了位於港灣的西哈努克市，於1955年6月開港。是柬埔寨唯一的深水港，設有油库及物流設施。
西哈努克省分為四區，以不同的產業類型劃分。非政府组织活動及國際投資興盛。運輸業、物流業、製造業、農業、漁業、紡織業及房地產發達。省內島嶼及海灘自20世紀後半葉起逐漸受到國際遊客青睞。
2008年12月22日，西哈努克國王頒布皇家法令，將白馬、拜林、西哈努克升格為省級行政區，升格後的西哈努克省包含塞拉區域，是柬埔寨農業及工業最發達的區域之一。

## 行政区划
- 西哈努克城（ក្រុងព្រះសីហនុ）原为米达佩县（ស្រុកមិត្តភាព）
- 波雷诺县（ព្រៃនប់）
- 斯登哈县（ស្ទឹងហាវ）
- 磅塞拉县（កំពង់សីលា）